# Robert Zuidam
Robert Zuidam (Gouda, 23 september 1964) is een Nederlandse componist.

## Opleiding
Zuidam studeerde compositie aan het Rotterdams Conservatorium bij Philippe Boesmans en Klaas de Vries van 1984 tot 1989. Vervolgens was hij in 1989 Composition Fellow bij het Tanglewood Music Center in de Verenigde Staten, waar hij les had van Lukas Foss en Oliver Knussen.
Voor de compositie Fishbone kreeg Zuidam in Tanglewood in 1989 de "Koussevitzky Composition Prize". Ook kreeg hij een Leonard Bernstein Scholarship waardoor hij het jaar erna opnieuw naar Tanglewood kon. Een aantal keer werden composities van Zuidam gespeeld op het Festival for Contemporary Music, waarna hij in 1999 naar Tanglewood terugkwam als Artist in Residence, daarbij financieel ondersteund door de Velmans Foundation. In opdracht van Tanglewood componeerde hij een opera 'Rage d'amours' dat daar in 2003 in première ging. En ander opdrachtwerk, een pianoconcert voor de Amerikaanse meesterpianist Emanuel Ax, is in 2015 in wereldpremière gegaan. Voor het RIAS Kammerchor in Berlijn werkt de componist aan een 'Berliner Chorbuch' dat medio 2014 ten doop zal worden gehouden.
In het voorjaar van 2010 trad Rob Zuidam aan Harvard University in de Verenigde Staten op als Erasmus Visiting Professor met als leeropdracht de eigentijdse muziek in Nederland.

## Composities
Zuidam schreef werken voor orkest, ensembles, piano en andere solo-instrumenten. Het grootste deel van zijn composities zijn vocale werken. Enkele van zijn bekendste werken:
- Freeze (1993-1994), opera gebaseerd op het levensverhaal van Patricia Hearst, geschreven op uitnodiging van Hans Werner Henze voor de Münchener Biennale für Neues Musiktheater, uitgevoerd in 1994 in een coproductie met het Holland Festival en het Staatstheater Braunschweig met de sopraan Susan Narucki in de hoofdrol
- Trance Symphonies (1991-1998), vierluik voor orkest.
- Sauvage Noble (2001-2002), concert voor hobo, hoorn en ensemble, in opdracht van de Michael Vyner Trust
- McGonagall-Lieder (1997-2000), voor coloratuursopraan en ensemble (tevens een driestemmige versie die tijdens het Holland Festival ten gehore werd gebracht)
- Pancho Villa (1988-1990), voor mezzosopraan en piano
- Nella Città Dolente (1998), voor vocaal octet
- Calligramme/il pleut (1991), voor twee vrouwenstemmen a capella
- Rage d'Amours (2002-2003), opera over de liefdesgeschiedenis van Johanna de Waanzinnige en Philips de Schone in opdracht van het Boston Symphony Orchestra, première in 2003 in Tanglewood, met Lucy Shelton in de hoofdrol. Europese première in 2005 tijdens het Holland Festival, met Claron McFadden, Barbara Hannigan en Young-Hee-Kim in de hoofdrol, in een enscenering van Guy Cassiers
- Der Hund (2005-2006), kameropera op teksten van Otto Weininger (première in een productie van muziektheatergezelschap de Helling)
- Adam in Ballingschap (in première tijdens het Holland Festival 2009), voor De Nederlandse Opera
- Suster Bertken (in première op 4-12-2010 in het Concertgebouw tijdens de Zaterdagmatinee, Asko|Schönberg Ensemble o.l.v. Reinbert de Leeuw, Katrien Baerts, sopraan), opera met teksten uit de brieven van Suster Bertken.
- Canciones del alma (in première op 31-3-2012 in het Concertgebouw tijdens de Zaterdagmatinee, Asko|Schönberg Ensemble o.l.v. Reinbert de Leeuw, Katrien Baerts, sopraan), liederencyclus gebaseerd op gedichten van San Juan de la Cruz

Zijn stukken werden uitgevoerd door onder andere het Koninklijk Concertgebouw Orkest, het Residentie Orkest, het Ensemble Modern (Duitsland), de London Sinfonietta, Asko Schönberg, het Nederlands Kamerkoor, solisten als Elliott Fisk en Peter Serkin, en dirigenten als Reinbert de Leeuw, Oliver Knussen, Ingo Metzmacher, Peter Ruzicka, Stefan Asbury en Richard Dufallo.

## Bron en externe link
- Officiële website

- Bibliothèque nationale de France: cb15082335g (data)
- Gemeinsame Normdatei: 1011646021
- International Standard Name Identifier: 0000 0003 6906 4400
- Library of Congress Control Number: no90011156
- MusicBrainz: a08722fa-2f54-40f1-8476-73268499f9a8
- Nationale Bibliotheek van Israël: 987007333334005171
- Nederlandse Thesaurus van Auteursnamen: 089862007
- Virtual International Authority File: 244040560
- WorldCat: E39PBJbM99fxgk3V6HWYDdPvpP